# Championnat d'Autriche de football 1977-1978
Navigation
Saison précédente Saison suivante
La saison 1977-1978 du Championnat d'Autriche de football était la 67e édition du championnat de première division en Autriche. La Bundesliga regroupe les 10 meilleurs clubs du pays au sein d'une poule unique où ils s'affrontent quatre fois au cours de la saison, 2 fois à domicile et 2 fois à l'extérieur. À la fin de la compétition, le dernier du classement est relégué et remplacé par le champion de Nationalliga, la nouvelle deuxième division autrichienne.
C'est le club du FK Austria Vienne qui remporte le championnat en terminant en tête du classement final, avec 14 points d'avance sur le SK Rapid Vienne et 17 sur le tenant du titre, le FC Wacker Innsbruck. C'est le 11e titre de champion d'Autriche de l'histoire du club. La saison de l'Austria est d'ailleurs remarquable : en plus de dominer le championnat national, le club atteint également la finale de la Coupe des Coupes 1978, battu par Anderlecht et le dernier carré de la Coupe d'Autriche, où il est éliminé par le futur vainqueur, le FC Wacker.

## Les 10 clubs participants
| - SK Rapid Vienne - Grazer AK - FC Wacker Innsbruck - Linzer ASK - First Vienna FC | - SK VÖEST Linz - FC Admira Wacker - FK Austria Vienne - SK Sturm Graz - Wiener Sport-Club - Promu de Nationalliga |

## Compétition

### Classement
Le barème utilisé pour établir le classement est le suivant :
- Victoire : 2 points
- Match nul : 1 point
- Défaite : 0 point

| Rang | Équipe                  | Pts | J  | G  | N  | P  | Bp | Bc | Diff |
| ---- | ----------------------- | --- | -- | -- | -- | -- | -- | -- | ---- |
| 1    | FK Austria Vienne       | 56  | 36 | 23 | 10 | 3  | 77 | 34 | +43  |
| 2    | SK Rapid Vienne         | 42  | 36 | 16 | 10 | 10 | 76 | 43 | +33  |
| 3    | FC Wacker Innsbruck T C | 39  | 36 | 15 | 9  | 12 | 49 | 34 | +15  |
| 4    | SK Sturm Graz           | 38  | 36 | 13 | 12 | 11 | 51 | 54 | -3   |
| 5    | SK VÖEST Linz           | 33  | 36 | 10 | 13 | 13 | 45 | 49 | -4   |
| 6    | Grazer AK               | 33  | 36 | 10 | 13 | 13 | 44 | 49 | -5   |
| 7    | First Vienna FC         | 32  | 36 | 12 | 8  | 16 | 34 | 54 | -20  |
| 8    | Wiener Sport-Club P     | 31  | 36 | 8  | 15 | 13 | 47 | 61 | -14  |
| 9    | FC Admira Wacker        | 28  | 36 | 8  | 12 | 16 | 45 | 67 | -22  |
| 10   | Linzer ASK              | 28  | 36 | 9  | 10 | 17 | 35 | 58 | -23  |

|  | Qualification pour la Coupe des clubs champions 1978-1979                    |
|  | Qualification pour la Coupe des Coupes 1978-1979                             |
|  | Qualification pour la Coupe UEFA 1978-1979                                   |
|  | Relégation directe en Nationalliga                                           |
|  | T Tenant du titre C Vainqueur de la Coupe d'Autriche P Promu de Nationalliga |

## Bilan de la saison
| Championnat d'Autriche de football 1977-1978 |                               |
| Champion                                     | FK Austria Vienne (11e titre) |
| Coupes et trophées                           |                               |
| Vainqueur de la Coupe d'Autriche 1977-1978   | FC Wacker Innsbruck           |
| Qualifications continentales                 |                               |
| Coupe d'Europe des clubs champions 1978-1979 | FK Austria Vienne             |
| Coupe des Coupes 1978-1979                   | FC Wacker Innsbruck           |
| Coupe UEFA 1978-1979                         | SK Rapid Vienne               |
| Coupe UEFA 1978-1979                         | SK Sturm Graz                 |
| Promotions et relégations                    |                               |
| Promus en Bundesliga                         | SV Austria Salzbourg          |
| Relégués en Nationalliga                     | Linzer ASK                    |